# Еърбъс А318
Airbus A318 е най-малкият член на семейството Airbus A320. Може да лети на къси и средно дълги полети. Има тясно тяло, джет с два еднакви двигателя. Джетът може да превозва до 132 пътника и има радиус до 5700 km. Финалното сглобяване става в Хамбург, Германия. Предвиден е основно за къси полети, обаче British Airways го използва по маршрута от летището Лондон Сити (LCY) до Ню Йорк (летище JFK), който е трансатлантически полет (спира в ирландското летище Шанон за презареждане на гориво).
Самолетът има много прилики с A320, което позволява на пилотите, които управляват A320, да управляват и A318 без нужда от допълнителна квалификация. Това е най-големият самолет, който е сертифициран от Европейска агенция по авиационна сигурност, което му позволява да каца и излита на летища като Лондон сити (LCY).
А318 влиза в употреба през юли 2003 г. с Frontier Airlines. Спрямо други модели на A320, от този е продаден малък брой – само 80, нови поръчки няма.

## Оператори
Към януари 2020 г. оператори на Airbus A318 са:
| Страна             | Оператор                      | В експлоатация |
| ------------------ | ----------------------------- | -------------- |
| Франция            | Air France                    | 18             |
| Румъния            | TAROM                         | 4              |
| Обединено кралство | British Airways               | 1              |
| Обединено кралство | Titan Airways                 | 1              |
| Други              | Правителства, бизнес и частни | 20             |
| Други              | Неразкрити оператори          | 4              |
| Общо               |                               | 66             |

### Поръчки и доставки
|      | Поръчки | Доставки | Доставки | Доставки | Доставки | Доставки | Доставки | Доставки | Доставки | Доставки | Доставки | Доставки | Доставки | Доставки | Доставки | Доставки |
| Тип  | Общо    | 2017     | 2016     | 2015     | 2014     | 2013     | 2012     | 2011     | 2010     | 2009     | 2008     | 2007     | 2006     | 2005     | 2004     | 2003     |
| ---- | ------- | -------- | -------- | -------- | -------- | -------- | -------- | -------- | -------- | -------- | -------- | -------- | -------- | -------- | -------- | -------- |
| A318 | 81      | —        | —        | —        | —        | 2        | 3        | 2        | 2        | 6        | 13       | 17       | 8        | 9        | 10       | 9        |

Данните са за септември 2017 г.